# Kaivos
Kaivos är en sjö i Gällivare kommun i Lappland och ingår i Kalixälvens huvudavrinningsområde. Kaivos ligger i Kaitum fjällurskog Natura 2000-område. Sjöns area är 0,033 kvadratkilometer och den är belägen 495 meter över havet.